# اولیگونوکلئوتید

اولیگونوکلئوتید

اولیگونوکلئوتید به توالی‌های کوتاهی (بین ۱۰ تا ۵۰) از نوکلئوتید‌های DNA و RNA گفته می‌شود که در ژن‌درمانی کاربردهای فراوان دارند. 

## انواع اولیگونوکلئوتیدها

### انواع اولیگونوکلئوتیدها از نظر جهت قرارگیری
اولیگونوکلئوتیدها از نظر جهت قرارگیری به دو نوع اولیگونوکلئوتیدهای سانس و اولیگونوکلئوتیدهای آنتی‌سانس تقسیم می‌شوند.

## اولیگونوکلئوتیدهای سانس
از این اولیگونوکلئوتیدها در روش آزمایشگاهی واکنش زنجیره‌ای پلیمراز (پی‌سی‌آر) برای افزایش مقدار دی‌ان‌ای استفاده می‌شود.

## اولیگونوکلئوتیدهای آنتی‌سانس
اولیگونوکلئوتیدهای آنتی‌سانس قطعاتی از دی‌ان‌ای و آران‌ای هستند که از آن‌ها در تحقیقات ژنتیک پزشکی و زیست‌فناوری برای جلوگیری از پیشرفت بیماری‌ها استفاده می‌شود. نیز از این اولیگونوکلئوتیدها در روش آزمایشگاهی واکنش زنجیره‌ای پلیمراز (پی‌سی‌آر) برای افزایش مقدار دی‌ان‌ای استفاده می‌شود.

## مکانیسم عملکرد اولیگونوکلئوتیدهای آنتی‌سانس در سلول‌ها
اولیگونوکلئوتیدهای آنتی‌سانس با ورود به سلول‌ها به بازهای نوکلئوتیدی هدف در RNA می‌چسبند و با فعال کردن یک آنزیم به نام RNAaseH باعث شکسته شدن باز نوکلئوتیدی مورد نظر در RNA و عدم ساخته شدن پروتئین‌های نامطلوب سلول می‌شوند. از اولیگونوکلئوتیدهای آنتی‌سانس برای جلوگیری از پیشرفت بیماری‌هایی نظیر سرطان، آسم و ایدز استفاده می‌شود.

## تجزیه اولیگونوکلئوتیدها توسط آنزیم‌ها
اولیگونوکلئوتیدها توسط آنزیم‌ها تجزیه می‌شوند.

### تجزیه توسط اندونوکلئازها
اندونوکلئازها به بازهای نوکلئوتیدی در اولیگونوکلئوتیدها حمله آنزیمی می‌کنند و اگر اولیگونوکلئوتیدها از نوع فسفودی‌استر باشند (یعنی گروه‌های فسفات در آن باشد) بخش‌های میانی آن‌ها را تجزیه می‌کنند. نمونه این نوع تجزیه در سلول‌های K۵۶۲ وجود دارد. 

### تجزیه توسط اگزونوکلئازها
اگزونوکلئازها به بازهای نوکلئوتیدی در اولیگونوکلئوتیدها حمله آنزیمی می‌کنند و اگر اولیگونوکلئوتیدها از نوع فسفودی‌استر باشند (یعنی گروه‌های فسفات در آن باشد) بخش‌های سر و انتهای آن‌ها یعنی '۳ و '۵ را تجزیه می‌کنند. نمونه این نوع تجزیه در سلول‌های ۳T۳ وجود دارد. 

## نحوه پایدار کردن اولیگونوکلئوتیدها در برابر آنزیم‌ها
برای آن که اولیگونوکلئوتیدها در برابر حملات آنزیمی مقاوم شوند و تجزیه نشوند لازم است آن‌ها را با تغییرات ساختمانی پایدار کرد.

### پایدار کردن بخش‌های میانی در اولیگونوکلئوتیدها
اولیگونوکلئوتیدها از نوع فسفودی‌استر که دارای گروه‌های فسفات هستند را تبدیل به فسفوروتیوآت می‌کنند که دارای گروه‌های فسفوروتیوآت هستند یعنی به جای اتم اکسیژن در گروه‌های فسفوآت در اولیگونوکلئوتیدها اتم گوگرد جایگزین می‌کنند. در این صورت اولیگونوکلئوتیدها در برابر حملات اندونوکلئازها پایدار خواهد بود و ساختمان آن شکسته نخواهد شد. 

### پایدار کردن انتهای '۵ در اولیگونوکلئوتیدها
با تبدیل گروه‌های فسفودی‌استر در انتهای '۵ در اولیگونوکلئوتیدها به گروه‌های فسفوروتیوآت در انتهای '۵ در اولیگونوکلئوتیدها این بخش از ساختمان آن‌ها در برابر '۵ اگزونوکلئاز‌ها پایدار خواهد بود.

### پایدار کردن سر '۳ در اولیگونوکلئوتیدها
با استفاده از گیره یا hairpin در بخش '۳ در اولیگونوکلئوتیدها این بخش از ساختمان آن‌ها در برابر '۳ اگزونوکلئازها پایدار خواهد بود.

## نیمه‌عمر اولیگونوکلئوتیدها
برای تعیین نیمه عمر اولیگونوکلئوتیدها در سلول‌ها می‌توان از میکروسکوپ فلوئورسانس هم‌کانون (confocal) استفاده کرد. نیمه‌عمر بالای اولیگونوکلئوتیدهای پایدار شده در برابر انواع آنزیم‌ها نسبت به پروتئین‌های نامطلوب سلولی و کاستن مقدار این پروتئین‌ها نشان می‌دهد که اولیگونوکلئوتیدها کارآٰیی بالایی در سلول‌ها دارند. نمونه این افزایش نیمه‌عمر اولیگونوکلئوتیدها در مورد یک اولیگونوکلئوتید فسفوروتیوآت نسبت به نیمه‌عمر پروتئین پی‌جی‌پی در سلول‌های ۳T۳ است که عملکرد بهینه این اولیگونوکلئوتید در کاهش مقدار این پروتئین با استفاده از روش وسترن بلات تأیید شده‌است.